# Guerras dos Bispos

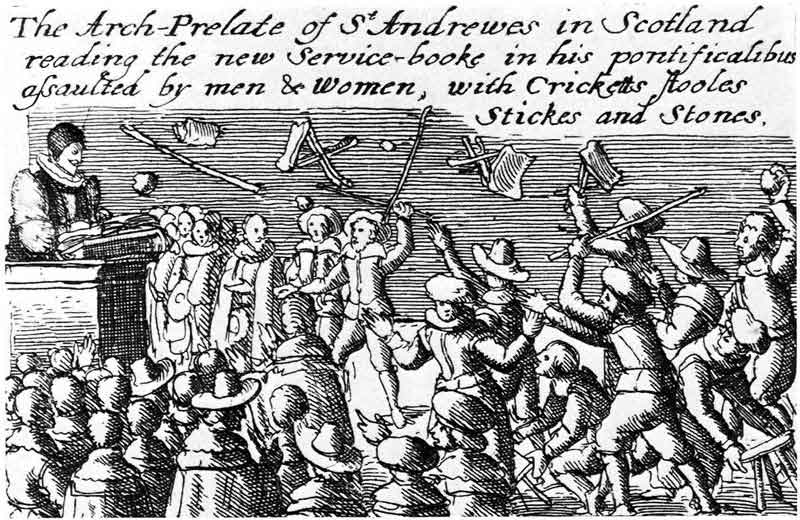
O início - motins desencadeados por Jenny Geddes.

Guerras dos Bispos (também chamadas "Bellum episcopale"), foram conflitos, tanto a nível político como militar, que ocorreram entre 1639 a 1641 por questões de poder na Igreja na Escócia e na Irlanda, e os direitos sobre ela da coroa da Inglaterra.
Elas fazem parte de um longo conflito político-religioso em todo o Reino Unido, e é considerada um prelúdio da Guerra Civil Inglesa (1642-1649). 
Tiveram esse nome devido ao conflito entre o rei Jaime VI (futuro Jaime I da Inglaterra) que defendeu um sistema episcopal de comando do governo da Escócia (com os bispos católicos no governo), e o desejo dos calvinistas da Escócia em ter um sistema protestante de governo (sem bispos católicos).
O filho de Jaime I, Carlos I, acirrou ainda mais os ânimos ao tentar unificar os cultos religiosos no Reino Unido de uma forma que foi considerada pelos protestantes como sendo católica demais.

## Antecedentes
Henrique VIII
Os conflitos por causa de religião no Reino Unido tiveram início com Henrique VIII (1491-1547), rei da Inglaterra, que repudiou as doutrinas da Igreja Católica e declarou-se chefe supremo da igreja na Inglaterra. 
Isto, combinado com ações posteriores, acabou resultando em uma igreja separada do Vaticano, a Igreja Anglicana, uma igreja protestante.
No reinado de Henrique VIII, por razões de estado estava cada vez mais intolerável que as principais decisões na Inglaterra fossem resolvidos pelos cardeais católicos infiltrados no governo inglês a séculos. 
A Reforma protestante iniciada por Lutero estava em desenvolvimento no continente europeu, mas, na Inglaterra a influência do Cardeal Wolsey dominante no governo inglês bloqueava qualquer movimento reformista na Inglaterra.
Henrique queria se divorciar da esposa, e como não era permitido pelo Papa, isso foi usado como pretexto para iniciar a Reforma na Inglaterra.
Entre 1536-1537, ele criou uma série de estatutos: o ato de apelação, o ato de sucessão, o ato de supremacia, dentre outros, que tratou da relação entre o rei e o Papa, e da estrutura da Igreja Anglicana da Inglaterra. 
Henrique também suprimiu os mosteiros e santuários de peregrinação católicos na Inglaterra. 
Thomas More e John Fisher, foram executados em 1535 por se recusarem a renunciar à autoridade papal. 
A supremacia real junto a palavra de Deus foi consumada com a publicação da "Grande Bíblia" em inglês, que foi um enorme suporte para a autoridade de Henrique VIII sobre a igreja O Parlamento que já existia nessa época, proibiu a igreja católica de fazer qualquer regulamentação (canons) sem o consentimento do rei.
Depois desse ato o Papa Clemente excomungou Henrique VIII e Thomas Cranmer.
O "Ato de Supremacia" em 1534, declarou que o rei era "a única cabeça suprema na Igreja da Inglaterra" e o Vaticano rompeu relações com a Inglaterra.
Essa ruptura com o Papa e a perda de bens da Igreja Católica na Inglaterra deram início aos conflitos entre católicos e protestantes na Inglaterra.
A Reforma Escocesa
A Reforma Escocesa iniciou-se em conflito.
O líder calvinista John Knox retornou à Escócia em 1560, ele tinha sido exilado por sua participação no assassinato do cardeal Beaton. Ele chegou a Dundee, onde um grande número de simpatizantes e nobres protestantes se reuniram. Knox foi declarado fora da lei pelo rainha regente da Escócia, Maria de Guise, mas os protestantes foram para Perth, uma cidade murada, que poderia ser defendida em caso de cerco.
Maria de Guise reuniu os nobres leais a ela e um pequeno exército francês, mas, teve que recuar diante do grande número de combatentes protestantes.
Em 30 de Junho, os protestantes ocuparam Edimburgo, e depredaram a cidade.
Os combates continuaram até 1567, Maria I foi capturada e presa em Loch Leven Castle, onde foi forçada a abdicar ao trono da Escócia em favor de seu filho Jaime.

### Jaime VI
Jaime VI da Escócia (1566-1625) restabeleceu o episcopado da igreja católica na Escócia em 1584. E após sua ascensão ao trono inglês, ele aumentou o número de bispos nos governos, e encontrou forte resistência dos protestantes. Em 1603 James VI da Escócia se tornou também rei da Inglaterra (Jaime I), e a Escócia se integrou ao Reino Unido.
Essa integração se tornou um problema para ele e para seu sucessor, Carlos I quando este tentou unificar os rituais religiosos no Reino Unido.

### Carlos I
Em 1625 Jaime I foi sucedido pelo seu filho Carlos I.
Carlos I tentou promover a uniformidade entre as igrejas estabelecidas em seus domínios conforme modelo anglicano. 
Ele nomeou William Laud Arcebispo de Canterbury em 1633, que iniciou uma série de reformas impopulares, como a tentativa de assegurar a uniformidade religiosa, rejeitando os clérigos não-conformista, e fechando as organizações puritana.
Na Escócia Carlos I tentou impor o "Livro de Oração Comum" em 1637, o que provocou protestos e levou a uma oposição formal da cúpula protestante na Escócia por ter sido considerado "católico demais".
Suas tentativas de controlar a situação de Londres não tiveram sucesso, em Julho de 1638 Carlos I decretou através do seu "English Privy Council" que a força teria que ser usada. 
Para ganhar tempo, ele concordou com a Assembléia Geral da Igreja da Escócia, reunida em Glasgow em Novembro de 1638, mas a Assembléia decidiu que os bispos deveriam ser depostos e o livro de orações abolido.
O apoio aos protestantes escoceses cresceu sob a liderança de James Graham, 1º Marquês de Montrose e Archibald Campbell, 8º Conde de Argyll, enquanto os soldados servindo no exterior retornavam para a Escócia, incluindo a General Leslie Alexander (em inglês), em preparação para guerra.
Carlos I enfrentou um problema, o Parlamento Inglês negou aprovar os fundos para a guerra e se pôs em defesa dos escoceses.

## Primeira Guerra dos Bispos de 1639
Apesar dos problemas na obtenção de fundos, Carlos I reuniu uma força com cerca de 20 000 homens no início do verão de 1639 e marchou até as proximidades de Berwick-upon-Tweed no lado inglês da fronteira com a Escócia. 
O exército escocês, de cerca de 12 mil homens, liderados por Leslie, estava acampado a poucos quilômetros de distância do outro lado da fronteira, perto de Duns.
Entretanto, uma série de pequenos combates entre as forças monarquistas "Covenanters" forças escocesas aconteceram no interior da Escócia. 
O primeiro foi um confronto na pequena cidade de Turriff que ficou conhecido como "Raid de Turriff" em que não aconteceram baixas.
O seguinte foi o cerco do castelo de Towie-Barclay em que uma pessoa foi atingida - a primeira morte na guerra.
Isto foi seguido por dois combates conhecidos como o "Trot of Turriff" e a batalha de "Brig o 'Dee" ao sul de Aberdeen.
No entanto, como nenhum dos dois exércitos principais queria lutar, um acordo chamado de "Pacificação de Berwick" foi alcançado em Junho ao abrigo do qual o rei concordou que todas as questões controversas deveriam ser encaminhados para outra Assembléia Geral ou ao Parlamento da Escócia. 

## Intervalo entre as guerras
A nova Assembléia Geral escocesa estabelecida em seguida além de promulgar todas as medidas aprovadas pela Assembléia de Glasgow, e do Parlamento Escocês foi mais longe, aboliu o episcopado e declarou-se livre do controle real.
Carlos I convocou o Parlamento Inglês para resolver a questão. Em abril de 1640, o chamado "Parlamento Curto", se reuniu, mas, antes de resolver os problemas do rei primeiro exigiu reparação de injustiças, o abandono dão direito real de cobrar impostos sobre navios, e uma mudança completa no sistema eclesiástico. 
Carlos I considerou esses termos inaceitáveis e dissolveu o Parlamento.

## Segunda Guerra dos Bispos de 1640
Carlos I fez Thomas Wentworth, conde de Strafford, seu principal conselheiro.
Ele dedicou-se aos planos do rei com muita energia reuniu um novo exército com suprimentos e dinheiro, porém o ânimo dos soldados não era bom.
O exército escoceses liderado por Montrose e Leslie atravessou o rio Tweed, e o exército de Carlos I ficou na frente deles.
O exército escocês tomou as cidades de Northumberland e Durham County na Batalha de Newburn.
Carlos I assinou o Tratado de Ripon em outubro de 1640, teve que deixar os dois municípios nas mãos dos escoceses como garantia para o pagamento das despesas de guerra.
O rei não tinha dinheiro e foi obrigado a convocar novamente o Parlamento Inglês para conceder-lhes fundos que ele precisava para fazer esse pagamento, dessa convocação surgiu o chamado "Parlamento Longo", que não deu os fundos e ameaçou de impeachment (e eventualmente de execução) os conselheiros Strafford e Laud.
Carlos I foi para a Escócia em Outono de 1641 em busca de apoio (ele tinha descendência escocesa), onde deu títulos a Leslie e Argyll, e aceitou todas as decisões da Assembléia Geral de 1638 e do Parlamento da Escócia de 1641, incluindo a confirmação do direito de Parlamento para contestar as ações de seus ministros.

## Rebelião católica na Irlanda
Na Irlanda católica Carlos I colocou Thomas Wentworth em 1632 como seu representante (Lord Deputy of Ireland)  e este entrou em conflito com os irlandeses por confisco de terras e aumento de impostos.
A situação tornou-se explosiva na Irlanda em 1641.
Um grupo de católicos irlandeses lançou a Rebelião Irlandesa de Outubro de 1641 tentando dar um golpe, porém, o golpe se converteu em combates violentos e massacres pelos católicos irlandeses contra colonos escoceses e ingleses.

### Acontecimentos subsequentes
As guerras religiosas entre católicos e protestantes levaram o Reino Unido a guerra civil entre entre 1642 a 1649.

## Guerra Civil Inglesa
Na Guerra Civil Inglesa as forças em luta eram de um lado os católicos irlandeses (Irish Cavaliers), escoceses das Terras Altas e ingleses leais ao rei, e de outro lado os protestantes escoceses (Scottish Covenanters), mais as forças militares do Parlamento Inglês de maioria protestante.
Os protestantes venceram e aboliram a monarquia, entre 1649 a 1653 a Inglaterra passou a ser uma república (Commonwealth of England) governada pelo pastor puritano protestante Oliver Cromwell, que se declarou o Lord Protetor da Inglaterra.
Após a morte de Oliver Cromwell, a dinastia católica dos Stuart foi restaurada e a Inglaterra voltou a ser uma monarquia, os poderes reais haviam diminuído mas ele ainda detinha poderes absolutistas.

## Revolução Gloriosa
A etapa final da longa luta religiosa no Reino Unido foi completada com a Revolução Gloriosa entre 1685 a 1689, onde novamente católicos realistas e protestantes parlamentaristas entraram em luta.
Jaime II rei da Inglaterra tinha se convertido ao catolicismo, mas sua filha Maria, casada com o Príncipe de Orange da Holanda, ambos protestantes, seria sua herdeira, porém, em 1688 o rei teve um filho, meio-irmão dela, e surgiu a possibilidade de uma longa dinastia católica.
Contrariados com essa possibilidade os protestantes do Parlamento Inglês se uniram ao Príncipe de Orange para tirar Jaime II do poder.
 Guilherme de Orange (William III of England), era um príncipe holandês, nascido em Haia na Holanda.
O príncipe reuniu um exército na Holanda e desembarcou na Irlanda em Julho de 1690 e venceu Jaime II na batalha do Boyne, Jaime II fugiu para o continente.
Guilherme de Orange era protestante, e com sua vitória a dinastia católica inglesa dos Stuart terminou, e iniciou-se uma nova dinastia real inglesa protestante dos Hanôver.
O Parlamento Inglês, de maioria protestante, que de há muito tempo vinha aumentando seu poder conseguiu a partir dai ser o poder dominante no Reino Unido editando o Bill of Rights (Declaração dos Direitos dos Cidadãos).
O Reino Unido passou a ser uma democracia parlamentarista com representantes eleitos pelo povo para a Câmara dos Comuns que por sua vez elegiam o primeiro-ministro para governar a nação, a aristocracia inglesa não perdeu totalmente seu poder, através da Câmara dos Lordes no Parlamento ela continuou a exercer sua influência.